# Rudniki (województwo zachodniopomorskie)
Rudniki (niem. Karlsaue) – wieś w Polsce położona w województwie zachodniopomorskim, w powiecie choszczeńskim, w gminie Choszczno. W latach 1975–1998 miejscowość administracyjnie należała do województwa gorzowskiego. W roku 2007 wieś liczyła 36 mieszkańców. Wieś wchodzi w skład sołectwa Koplin.

## Geografia
Wieś leży ok. 2,5 km na południe od Koplina, ok. 1 km na zachód od byłej linii kolejowej nr 410, ok. 1,3 km na południowy zachód od jeziora Klukom.